# 박철우 (가수)
박철우(Tony Park, 1965년 1월 18일~)는 대한민국의 가수 겸 래퍼이자 디스크 자키, 작사가 겸 기업인이다.

## 생애
서울한강국교, 한강중, 배문고를 졸업했다. 1983년 여성 가수 인순이의 백 댄스 팀으로 첫 데뷔하여 활동하였고 1988년 12월에는 남성 가수 박남정의 백 댄스 팀으로 활동하다가 이후 1990년부터 서울 이태원에서 디스크 자키로 활동하였고 같이 디스크 자키로 활동하던 성대현과 이성욱을 만나 의기상투(意氣相投)하여 1995년 3월 25일 《토요일 토요일은 즐거워》를 통해 R.ef 1집 앨범으로 데뷔했다. 2014년 현재 LP 바를 운영하고 있다.